# Oscar Winge
Oscar Winge (27 de junio de 1884 - 2 de mayo de 1951) fue un actor, director y atleta de nacionalidad sueca.

## Biografía
Su verdadero nombre era Nils Oscar Vilhelm Svensson, y nació en Malmö, Suecia. A principios del siglo XX, Winge fue campeón de Suecia de triple salto, y campeón de Dinamarca de lanzamiento de jabalina. Cursó estudios en la escuela del Teatro Dramaten en 1902 y 1903, trabajando después con varias compañías de teatro itinerante. En el año 1911 formó una compañía teatral propia. Se hizo cargo de las instalaciones del Hippodromen de Malmö en 1922, que pasó a ser un teatro puro. En 1944 dejó el Hippodromen a su exesposa, Elsa Winge, asumiendo el cargo de director del Stadsteater de Malmö. 
Entre los años 1909 y 1925 estuvo casado con la actriz Sonja Vougt, fruto de cuya relación nacieron sus hijos Gabriel, Anders, Holger, Ulla y Dordi. Desde 1927 a 1941 estuvo casado con la también actriz Elsa Winge, nacida Blomquist, con la que tuvo un descendiente, Lo. Su tercera esposa fue la bailarina danesa Sonja Pedersen (nacida en 1987), con la cual tuvo a Peder Winge (1941–2011) y a Elisabeth Winge (1942).
Oscar Winge falleció en Malmö en el año 1951, y fue enterrado en el Cementerio de la Iglesia Sankt Pauli de dicha ciudad.

## Filmografía
- 1949 : Hin och smålänningen
- 1948 : Solkatten
- 1946 : Det är min modell
- 1946 : Ballongen
- 1933 : Inled mig i frestelse
- 1916 : Lyckonålen

## Teatro (selección)

### Actor
- 1910 : Kamraterna, de August Strindberg, Strindbergs Intima Teater[3]
- 1910 : Den objudna gästen, de Maurice Maeterlinck, Strindbergs Intima Teater[4]
- 1935 : Bal på Savoy, de Paul Abraham, Alfred Grünwald y Fritz Löhner-Beda, Hippodromen[5]
- 1940 : La princesa del circo, de Julius Brammer, Alfred Grünwald y Emmerich Kálmán, dirección de Håkan von Eichwald, Vasateatern[6]
- 1940 : Puzzlespel, de Kaj Munk, dirección de Oscar Winge, Vasateatern[7]
- 1944 : El sueño de una noche de verano, de William Shakespeare, dirección de Sandro Malmquist, Malmö stadsteater

### Director
- 1911 : Frühlingserwachen, de Frank Wedekind, compañía de Oscar Winge[8]
- 1926 : Cloclo, de Franz Lehár y Béla Jenbach, Djurgårdsteatern
- 1936 : La viuda alegre, de Franz Lehár, Victor Léon y Leo Stein, Folkan
- 1940 : La princesa del circo, de Julius Brammer, Alfred Grünwald y Emmerich Kálmán, Hippodromen
- 1940 : Puzzlespel, de Kaj Munk, Vasateatern
- 1941 : The Desert Song, de Sigmund Romberg y Oscar Hammerstein, Hippodromen
- 1941 : Die Dollarprinzessin, de Leo Fall, Alfred Maria Willner y Fritz Grünbaum, Hippodromen
- 1944 : Drei arme kleine Mädels, de Walter Kollo, Malmö stadsteater[9]
- 1945 : El conde de Luxemburgo, de Franz Lehár, Leo Stein, Alfred Maria Willner y Robert Bodanzky, Malmö stadsteater[10]
- 1945 : The Geisha, a story of a tea house, de Sidney Jones, Owen Hall y Harry Greenbank, Malmö stadsteater[11]
- 1945 : Giuditta, de Franz Lehár, Paul Knepler y Fritz Löhne-Beda, Malmö stadsteater[12]